# Lil Mosey
Латан Моузес Еколс (англ. Lathan Moses Echols), відомий під псевдонімом Lil Mosey — американський репер, співак та автор пісень. Насамперед відомий завдяки треку «Noticed», який посів 80 сходинку хіт-параду Billboard Hot 100.

## Кар'єра
Народився 25 січня 2002 року в Сіетлі, Вашингтон, США. Навчається в середній школі Маунтенлейк Терас. Нарощував свою аудиторію завдяки таким платформам як Інстаграм та СаунКлауд.
Дебютним комерційним синглом виконавця стала пісня «Pull Up» (однойменний відеокліп зібрав більше ніж 18 мільйонів переглядів на YouTube). 14 березня 2018 року артист презентував свій другий комерційний сингл — «Boof Pack», музичний відеокліп до якого акумулював понад 10 мільйонів переглядів.
20 липня 2018 року Моузі випустив третій комерційний сингл під назвою «Noticed» (режисером відеокліпу став Коул Беннетт).
У серпні 2018 року анонсував свій дебютний альбом під назвою «Northsbest», який побачив світ 19 жовтня 2018 року.

## Дискографія

### Студійні альбоми
| Назва      | Деталі                                                                                                   | Сходинка хіт-параду | Сходинка хіт-параду | Сходинка хіт-параду | Сходинка хіт-параду | Сходинка хіт-параду | Сходинка хіт-параду | Сходинка хіт-параду |
| Назва      | Деталі                                                                                                   | US                  | BEL                 | CAN                 | DEN                 | NLD                 | NOR                 | SWE                 |
| ---------- | --- | ------------------- | ------------------- | ------------------- | ------------------- | ------------------- | ------------------- | ------------------- |
| Northsbest | - Вихід: 19 жовтня 2018 - Студія звукозапису: Interscope - Формат: електронне завантаження, компакт диск | 29                  | 167                 | 20                  | 35                  | 96                  | 16                  | 26                  |

### Сингли
| Назва       | Рік  | Сходинка хіт-параду | Сходинка хіт-параду | Сходинка хіт-параду | Сходинка хіт-параду | Сходинка хіт-параду | Сходинка хіт-параду | Сходинка хіт-параду | Сходинка хіт-параду | Сходинка хіт-параду | Альбом     |
| Назва       | Рік  | US                  | US R&B/HH           | BEL Tip             | CAN                 | CZE                 | IRE                 | NZ                  | POR                 | SWE Heat.           | Альбом     |
| ----------- | ---- | ------------------- | ------------------- | ------------------- | ------------------- | ------------------- | ------------------- | ------------------- | ------------------- | ------------------- | ---------- |
| «Pull Up»   | 2018 | —                   | —                   | —                   | —                   | —                   | —                   | —                   | —                   | —                   | Northsbest |
| «Boof Pack» | 2018 | —                   | —                   | —                   | —                   | —                   | —                   | —                   | —                   | —                   | Northsbest |
| «Noticed»   | 2018 | 80                  | 38                  | 37                  | 50                  | 81                  | 67                  | 33                  | 67                  | 1                   | Northsbest |

### Інші пісні
| Назва      | Рік  | Сходинка хіт-параду | Сходинка хіт-параду | Альбом     |
| Назва      | Рік  | US                  | CAN                 | Альбом     |
| ---------- | ---- | ------------------- | ------------------- | ---------- |
| «Kamikaze» | 2018 | 97                  | 89                  | Northsbest |